# Council of Relief Agencies Licensed to Operate in Germany
Das Council of Relief Agencies Licensed to Operate in Germany (Rat der zur Arbeit in Deutschland zugelassenen Hilfsorganisationen, CRALOG) war eine US-amerikanische Dachorganisation, die ab 1946 die Hilfslieferungen amerikanischer Nichtregierungsorganisationen (NGO) für Deutschland organisierte. Unter dem Dach von CRALOG arbeiteten zumeist religiös orientierte Hilfswerke, die in Deutschland mit nichtstaatlichen Wohlfahrtsverbänden kooperierten, die ihrerseits für die Verteilung der Hilfsgüter sorgten. Aufgrund dieser nur indirekten Beziehung zur deutschen Bevölkerung erlangte CRALOG im Bewusstsein der Menschen nie die symbolische Bedeutung wie die CARE-Pakete, obwohl über CRALOG deutlich mehr Hilfsgüter verteilt wurden als durch CARE.

## Zwischen Humanitärer Hilfe und antikommunistischer Propaganda
Nahrungsmittel-Hilfslieferungen aus den USA nach Deutschland waren bis Dezember 1945 verboten, da sie „die Politik der Begrenzung des deutschen Lebensstandards auf den der europäischen Nachbarn behindern könnten“. Dabei war die prekäre Lage – auch 1946 noch – durchaus bekannt, wie der Bericht eines Mitarbeiters einer Hilfsorganisationen zeigte:

„Verhungern ist nicht so dramatisch, wie man so oft liest und es sich vorstellt … wie Leute in den Straßen sich versammeln und um Nahrung betteln und umfallen. Die Verhungernden … die, die daran sterben, sagen nie etwas und man sieht sie selten. Sie werden erst apathisch und schwach, sie reagieren schnell auf Kälte und Frost, sie sitzen in ihren Zimmern und starren ins Leere oder liegen erschöpft in ihren Betten … bis sie eines Tages einfach sterben. Der Arzt disgnostiziert dann üblicherweise Mangelernährung und damit verbundene Komplikationen. Die ersten, die sterben sind zumeist ältere Frauen und Kinder, da sie schwach und nicht in der Lage sind, sich die notwendige Nahrung zu erbetteln. Es ist schwierig für einen Amerikaner, der vielleicht ein oder zweimal in seinem gesamten Leben nicht genug zu essen hatte, so dass er sich ausgehungert fühlte, zu verstehen, was echtes Hungern ist.“

Erst nachdem Präsident Truman sowohl vom amerikanischen Kongress, als auch von der amerikanischen Öffentlichkeit unter Druck gesetzt wurde, durfte ein Untersuchungsteam des American Council of Voluntary Agencies for Foreign Service nach Deutschland. Im Januar 1946 setzten sich 34 US-Senatoren aufgrund der verzweifelten Nahrungsmittelsituation im besetzten Deutschland dafür ein, dass private US-amerikanische Hilfsorganisationen in Deutschland und Österreich Unterstützungsleistungen erbringen durften. Nach dem Bericht des Untersuchungsteams vom Februar 1946 über die Situation vor Ort, wurde dann am 19. Februar 1946 durch die Truman-Regierung CRALOG als einzige „autorisierte Agentur für die Lieferung humanitärer Hilfsgüter aus den USA nach Deutschland“ anerkannt – ein Beschluss, auf den die hinter CRALOG stehenden Organisationen schon seit Monaten hingearbeitet hatten.
Kaete O’Connell weist darauf hin, dass Trumans Befürwortung von CRALOG den Übergang von einer strafenden zu einer rehabilitativen Besatzungspolitik einleitete und die Grundlage schuf für ein verbessertes deutsch-amerikanisches Verhältnis. „Die Nahrungsmittelhilfe für Deutschland unterstrich die humanitären Verpflichtungen Amerikas und sorgte für gute Publizität. Sie beeinflusste die öffentliche Meinung an der Heimatfront und im ehemaligen Reich zu einem kritischen Zeitpunkt im frühen Kalten Krieg.“ Mit anderen Worten: Es ging bei diesen Hilfslieferungen für Deutschland nie ausschließlich um humanitäre Hilfe, sondern um einen Strategiewechsel in der amerikanischen Politik, durch den auf einen „Rollenwechsel Westdeutschlands vom besiegten Kriegsgegner zum Partner im westlichen Bündnissystem“ hingearbeitet wurde. Aufgabe der humanitären Hilfe, symbolträchtiger repräsentiert durch die CARE-Pakete denn durch die eher anonymen CRALOG-Lieferungen, war es, die Akzeptanz dieses Rollenwechsels zu fördern – beidseits des Atlantiks.
Die erste CRALOG-Lieferung erreichte im April 1946 den Hafen von Bremen und bestand aus 10.727 Tonnen Hilfsgütern. Sie konnten vorerst nur in der US-amerikanischen Besatzungszone verteilt werden, da die übrigen Gouverneure der westlichen Besatzungszonen in Deutschland erst noch die Verträge zur Erlaubnis von CRALOG-Hilfslieferungen in ihre jeweilige Zonen genehmigen mussten, was – bis auf Berlin – jedoch noch 1946 geschah:
- Der Gouverneur der britischen Besatzungszone unterschrieb am 12. Juli 1946.
- Der Gouverneur der französischen Besatzungszone, Jean de Lattre de Tassigny unterschrieb am 30. Juli 1946.
- Die alliierte Kommandantur, die Berlin regierte, unterzeichnete im April 1947.[13]

## Die Träger von CRALOG
CRALOG als Dachorganisation arbeitete in den USA nach einem Dokument in den United Nations Archives (siehe Quellen) mit 11 Organisationen zusammen. Partner von CRALOG auf deutscher Seite war das The German Central Committee for the Distribution of Foreign Relief (Deutscher Zentralausschuss für die Verteilung der ausländischen Liebesgaben beim Länderrat (DZVaLL)), in dem vier deutsche Organisationen zusammenarbeiteten. Zunächst erstreckte sich die Zusammenarbeit auf den Zentralausschuss beim Länderrat des amerikanischen Besatzungsgebietes, der dann die Zusammenarbeit mit den Zentralausschüssen in den anderen Besatzungszonen und in West-Berlin folgte.
| US-amerikanische Hilfsorganisationen                                   | Deutsche Partnerorganisationen                                           |
| ---------------------------------------------------------------------- | ------------------------------------------------------------------------ |
| American Friends Service Committee                                     | Caritas                                                                  |
| Brethren Service Committee                                             | Evangelisches Hilfswerk                                                  |
| Committee on Christian Science Wartime Activities of the Mother Church |                                                                          |
| Church World Service                                                   | Rotes Kreuz (die jeweiligen Landesorganisationen in den Besatzungszonen) |
| International Resque and Relief Committee                              |                                                                          |
| Labor League for Human Rights (AF of L)                                |                                                                          |
| Lutheran World Relief                                                  |                                                                          |
| Mennonite Central Committee                                            |                                                                          |
| National CIO Community Service Committee                               |                                                                          |
| Unitarian Service Committee (USC)                                      | Arbeiterwohlfahrt (AWO)                                                  |
| War Relief Services – National Catholic Welfare Conference             |                                                                          |

CRALOG übte in den USA vorwiegend koordinierende Funktionen aus; für die Aufbringung der Spenden waren die Verbände verantwortlich und verfolgten dabei je eigene Strategien. Während die kleineren Organisationen eher Sachspenden akquirierten (Kleidung und Lebensmittel), stellten die großen kirchlichen Verbände mehr die Geldsammlung in den Vordergrund ihrer Aktivitäten. Insgesamt waren die Verbände sehr auf ihre Eigenständigkeit bedacht

„und stellten für den CRALOG nur die zur Erfüllung seiner Aufgaben unbedingt erforderlichen Beträge bereit. In den USA verfügte der CRALOG deshalb noch nicht einmal über einen eigenen Mitarbeiterstab, sondern ließ die anfallenden Verwaltungsaufgaben in den Büros derjenigen Mitgliedsverbände erledigen, die die Mitglieder des CRALOG-Vorstands stellten. Und in Deutschland bildete die Mahnung, alle vom CRALOG selbst zu bestreitenden Ausgaben so gering wie möglich zu halten, einen festen Bestandteil der zunächst vom Vorsitzenden der in Deutschland stationierten Repräsentanten und später vom Field Director an seine Kollegen gerichteten Mitteilungen.“

## Das Hilfsgütermanagement in der amerikanischen Besatzungszone
Durch den Artikel von Robert Kreider (siehe unten) liegt eine gute Beschreibung der formalen Abläufe beim Hilfsgütermanagement in der amerikanischen Besatzungszone vor, in der der Hauptsitz des Deutschen Ausschusses (DZVaLL) in Stuttgart angesiedelt war. Der CRALOG-Stab in der amerikanischen Zone bestand aus acht Personen, zwei davon mit Sitz in Berlin, die übrigen in München, Stuttgart, Bremen und Wiesbaden. Ihre Aufgaben waren: Betreuung der Verteilung durch die deutschen Wohlfahrtsverbände, Beratung bei Verteilungsproblemen, Erstellung von Berichten für die CRALOG-Agenturen in den USA, Abgabe von Empfehlungen an die amerikanischen Agenturen in Bezug auf dringend benötigte Lieferungen und Verbindungen halten zwischen den deutschen Behörden und der Militärregierung.
Die von der US-Army kostenlos über den Atlantik gebrachten Hilfsgüter – zu 80 % handelte es sich um Lebensmittel – wurden in Bremen entladen. Von dort aus erfolgte in der Verantwortung des DZVaLL die Lagerung, der Transport und die Verteilung der Hilfsgüter zu den Endempfängern. CRALOG-Versandexperten überwachten dies, und spezielle Wachen begleiteten die Transporte. Nach Kreider gab es so gut wie keine Verluste. Kritischer sah dies Sommer, der feststellte:

„Keinerlei moralische Rechtfertigung gab es allerdings für wiederholte Fälle, in denen die Hilfsgüterverteilung gezielt dazu genutzt wurde, einzelnen Personen eine Vorzugsbehandlung zuteil werden zu lassen oder gar sich selbst direkte persönliche Vorteile zu verschaffen.“

In der Regel waren die vier deutschen Organisationen einzeln die Adressaten der Lieferungen aus Bremen und organisierten dann in eigener Regie die Verteilung an die bedürftige Bevölkerung. Die Hilfsgüter wurden kostenlos abgegeben, wobei besonders auf die Versorgung von Ausgebombten, Flüchtlingen, zurückkehrenden Kriegsgefangenen sowie kranken und alten Menschen geachtet wurde. Eher die Ausnahme bildeten Lieferungen direkt an den DZVaLL, die dann für gemeinsame Aktionen zur Verfügung standen, so zum Beispiel in den Jahren 1946–47 für ein Kinderernährungsprogramm in Großstädten der amerikanischen Zone.
Auf Bitten des Office of Military Government for Germany (U.S.) (OMGUS) übernahm CRALOG auch Sonderprojekte, so zum Beispiel die Verteilung von gespendetem Insulin für die Versorgung von Diabetes-Kranken, und wurde auch in Reeducation-Programme zur Neuordnung des demokratischen Lebens in Deutschland eingebunden. Kreider nennt hier Starthilfen für die von den Quäkern initiierten und in der Tradition der Settlement-Bewegung stehenden Nachbarschaftsheime in Darmstadt und in Frankfurt.
Nach Kreider gingen 1947, nach dem CRALOG auch die Arbeit in den anderen westlichen Besatzungszonen aufgenommen hatte, 28 % aller Lieferungen in die amerikanische Zone. Den größten Anteil erhielt die bevölkerungsreiche britische Zone. Insgesamt gelangten „bis zum Ende der Tätigkeit von CRALOG im Jahre 1962 […] über 300.000 t Hilfsgüter im damaligen Wert von mehr als 750 Mio. DM nach Deutschland, die Masse davon in den ersten fünf Nachkriegsjahren und in die drei westlichen Besatzungszonen“. Es handelte sich dabei nach Kreider in den Anfangsjahren vor allem um Mehl, Getreide, Milchpulver Gemüsekonserven, Dosenmilch, Dosenfleisch, Sojabohnen und Fette. Im Vergleich zur Menge der von CRALOG gelieferten Güter mutet der Umfang der Hilfslieferungen von CARE recht bescheiden an. Sommer benennt für die Zeit bis 1960 83.000 t Hilfsgüter im damaligen Wert von etwa 350 Mio. DM. Dass dennoch bis heute CARE einen legendären Ruf genießt, während die Arbeit von CRALOG aus dem Bewusstsein der Öffentlichkeit weitgehend verschwunden ist, erklärt Sommer so:

„Der Ausgangspunkt dafür war, daß der Erhalt einer größeren Menge hochwertiger Nahrungs- und Genußmittel, wie sie in der Anfangsphase des CARE-Programms in jedem Paket enthalten waren, angesichts der existenziellen Notlage der großen Mehrheit der deutschen Bevölkerung in den ersten Nachkriegsjahren zweifelos Anmutungen eines ‚Wunders‘ hatte, wobei nicht zuletzt der hohe Tauschwert bestimmter Paketbeigaben wie Zigaretten, Kaffee und Schokolade auf dem Schwarzen Markt eine Rolle gespielt haben dürfte. Hinzu kam, daß CARE selbst von Anfang an bemüht war, sein Paketprogramm und die nach eigenem Verständnis dahinterstehende Philosophie einer Hilfe von ‚Mensch zu Mensch‘ gerade auch in den Empfängerländern öffentlichkeitswirksam ins rechte Licht zu setzen.“

## Kritische Einschätzungen des CRALOG
CRALOG als Instrument im aufkommenden Kalten Krieg wurde oben schon thematisiert. Doch Sommer berichtet sowohl von rivalisierenden Interessen zwischen den amerikanischen Spenderorganisationen, als auch zwischen den deutschen Hilfsorganisationen, wobei er besonders den kirchlichen Hilfswerken unterstellte, „die Hilfsgüterverteilung gezielt zu konfessionellen Zwecken zu operationalisieren“. Diese Kritikpunkte klingen auch in den Äußerungen einiger CRALOG-Repräsentanten an.

### Die Kritik von Noel Field
Noel Field, der von Mai bis November 1946 USC-Vertreter im CRALOG war und zunächst von Stuttgart aus wirkte, später in Berlin, sah die politischen Handlungsmöglichkeiten des CRALOG durch die Kontrolle des Militärs stark eingeschränkt. Er verweist auf die Unterschiede zwischen den einzelnen Hilfsorganisationen, die im Nachkriegsdeutschland tätig waren:

„Um Verwechslungen zu vermeiden, muss betont werden, dass CRALOG nur für Hilfe an die deutsche Bevölkerung zuständig war. Die Hilfe an die nichtdeutschen Flüchtlinge (besonders aus den Lagern) unterstand der Hilfsorganisation der ‚Vereinigten Nationen‘ – UNRRA, später IRO. Die in diesem Rahmen von USC in der britischen Zone geleiteten Kinderheime hatten mit CRALOG nichts zu tun, [waren] von den Militärbehörden unabhängig.“

Eines dieser von Field angesprochenen Kinderheime dürfte die Auermühle bei Dedelstorf in Niedersachsen gewesen sein. Bei dieser von Marianne Welter im Auftrag des USC in den Jahren 1948/49 betreuten Einrichtung handelte es sich um ein vormaliges UNRRA-Kinderheim für elternlos aufgegriffene, ausländische Kinder, darunter viele Kinder von verstorbenen Zwangsarbeiterinnen.

### Hermann Ebelings Einschätzungen der CRALOG-Arbeit
Als ein weiterer Verbindungsmann des USC zum CRALOG fungierte der in die USA emigrierte Hermann Ebeling. Er war nach seinem Dienst in der US-Army von 1946 bis 1949 Assistant Director des USC und arbeitete 1946/1947 in Mainz als CRALOG-Repräsentant für die Französische Besatzungszone. Anlässlich seiner Rückkehr in die USA verfasste er im September 1947 einen Final Report on Mission in Germany for the USC, in dem er einige Schwierigkeiten seiner Arbeit beschrieb. Seine Erfahrungen sind geprägt durch den Hungerwinter 1946/47 und die deutsche Teilung infolge des Potsdamer Abkommens.

„Es ist nicht nur mein persönlicher Glaube, es ist eine absolute Gewissheit, die von immer mehr Menschen in verantwortungsvollen Positionen geteilt wird, dass Deutschland, wie es aus dem Potsdamer Abkommen hervorgegangen ist, aufgeteilt, von seinen landwirtschaftlichen Hauptflächen abgeschnittenen, mit unzähligen Millionen mittelloser Vertriebener, die in die bereits überfüllten westlichen Zonen getrieben wurden, niemals in der Lage sein wird, sich selbst zu versorgen, es sei denn, entweder viele, viele Millionen dürfen auswandern oder werden sterben und so den Überlebenden Raum und Lebensgrundlage schaffen, oder das Potsdamer Abkommen wird aufgehoben und den Vertriebenen erlaubt, zurückzukehren, woher sie ursprünglich kamen.“

Da er an keine derartigen Lösungen innerhalb der nächsten Zeit glaubt, richtet sich sein Blick darauf, wie die Folgen einer schrecklichen und fast aussichtslosen Situation nach besten Kräften gemildert werden können. Für ihn ist es Pflicht, für die Zukunft zu planen, und in dieser Pflicht steht auch die Organisation, für die er bisher gearbeitet hat: CRALOG.
Ebeling beschreibt zunächst Schwierigkeiten, mit denen er bei seiner CRALOG-Arbeit zu kämpfen hatte. Ein wesentlicher Kritikpunkt betrifft die Zusammenarbeit mit den deutschen Partnerorganisationen, dem Evangelischen Hilfswerk und der Caritas. Er attestierte ihnen einerseits viel guten Willen und effiziente Arbeit, andererseits aber auch Sektierertum („secretarianism“), das sich in Rheinhessen zum Beispiel darin gezeigt habe, dass das Evangelische Hilfswerk einen Vorschlag zur gemeinsamen Betreuung von zurückkehrenden Kriegsgefangenen und Vertriebenen durch sein Beharren auf völliger Unabhängigkeit zunichtegemacht habe.
Ebelings Hauptproblem aber ist die öffentliche Nicht- oder falsche Wahrnehmung der CRALOG-Arbeit. Nicht zuletzt auf den Namen (und mehr noch auf dessen Langform) führte er es zurück, dass „CRALOG-Aktionen nicht tief genug im Bewusstsein des deutschen Volkes verwurzelt [sind]; oft denken sie, dass wir Quäker sind (obwohl die Quäker nur einen Teil, wenn auch einen beträchtlichen Prozentsatz der CRALOG-Güter, schicken)“. Zusätzlich würden die deutschen Partnerorganisationen auch gerne einmal verschweigen, dass die von ihnen verteilten Hilfsgüter amerikanischen Ursprungs seien. Sich selber hält er zugute, dass er derartigen Tendenzen durch eine rege publizistische Arbeit entgegengewirkt habe und „CRALOG heute eine bekannte und etablierte Institution in Rheinhessen ist“. Dass zwischen Gebern und Empfängern der Hilfsgüter deutsche Organisationen eingeschaltet sind, hält er einerseits für effizient, aber andererseits entstehe dadurch häufig ein falsches Bild, weil so die Bedeutung Amerikas als Geber gemindert und die deutschen Akteure zum wichtigsten Geber aufgewertet würden. Dies behindere die persönlichen Beziehungen zwischen den wahren Gebern und den Empfängern. „Deshalb ist CARE in Deutschland so viel beliebter als CRALOG.“ Um dem entgegenzuwirken, schlägt Ebeling vor, dass die deutschen Behörden viel stärker betonen müssten, dass CRALOG der Spender dessen ist, was sie zu verteilen haben. Darüber hinaus befürwortet er eine Vielzahl von Maßnahmen vor, um die persönlichen Beziehungen der Deutschen zu den Gebern der Hilfsgüter zu stärken. Als positives Beispiel verweist er auf die frühe Städtepartnerschaft zwischen Crailsheim und Worthington (Minnesota) und schlägt weitere deutsch-amerikanische Patenschaften für spezielle Gruppen von Bedürftigen vor, so zum Beispiel für Schüler, Kriegsversehrte, Waisenkinder, unschuldige Kriegsopfer, Vertriebene und alte Menschen. Analog zu CARE hielt er es für sinnvoll, „einen CRALOG-Paketdienst von Individuum zu Individuum zu entwickeln, der aufgrund der niedrigeren Arbeitskosten in Deutschland selbst etabliert werden sollte“.
Für die Verstärkung der CRALOG-Arbeit sprechen nach Ebeling drei Gründe:
„- Religiöse Gründe – denen, die in unglaublichem Elend leben, sollte "im Namen Christi" geholfen werden;
- Humanitäre Gründe – es ist der amerikanische Glaube, dass im Grunde "alle Menschen gleich geschaffen sind" und folglich sollte kein Mensch in irgendeinem Teil der Welt verhungern, solange es noch Fülle in anderen Teilen gibt.
- Politische Gründe“
Die ersten beiden Gründe hält Ebeling für die Adressaten seines Reports, das USC, für selbsterklärend, den dritten führt er breiter aus:

„Während meiner Hilfsmission in Deutschland wurde mir immer deutlicher, dass die CRALOG-Hilfe auch eine enorme politische Bedeutung hat, ob wir es wollen oder nicht. Während die Deutschen bisher unter den gegebenen Umständen des schrecklichen Elends erstaunlich zurückhaltend, geduldig und in ihren politischen Entscheidungen gemäßigt waren - eher in Richtung Demokratie als in Richtung extremistischer Lösungen tendierend - ist es unvermeidlich, dass eine in die Länge gezogene Periode des Hungerns oder Verhungerns sie auf die Spitze treibt. Nur ein diktatorischer Totalitarismus kann von einem anhaltenden Elend profitieren. Demokratische Lehren werden kaum in den Köpfen der Deutschen verankert werden, wenn ihre Mägen dauerhaft leer sind. Freundlichkeit, Verständnis und ernsthafte Hilfsbereitschaft sind nicht nur Sentimentalitäten und ein Gespött für "Realisten", sie sind Realitäten, die bei der Gestaltung eines neuen Deutschlands zählen. In dieser Hinsicht haben die etwa zwanzig CRALOG-Männer eine bessere und effektivere Umerziehungsarbeit geleistet als ein ganzes Regiment junger Polizeikräfte. Es ist erfreulich, dass die amerikanische Regierung diesen Standpunkt verstanden hat und die alte "hard peace"-Politik energisch aufgegeben hat: Denn Frieden sollte weder hart noch weich sein, er sollte gerechtsein, gerechter Frieden eben. Es ist wunderbar, dass CRALOG-Agenturen die religiös und menschlich anständige Sache tun und gleichzeitig politisch weise handeln.“

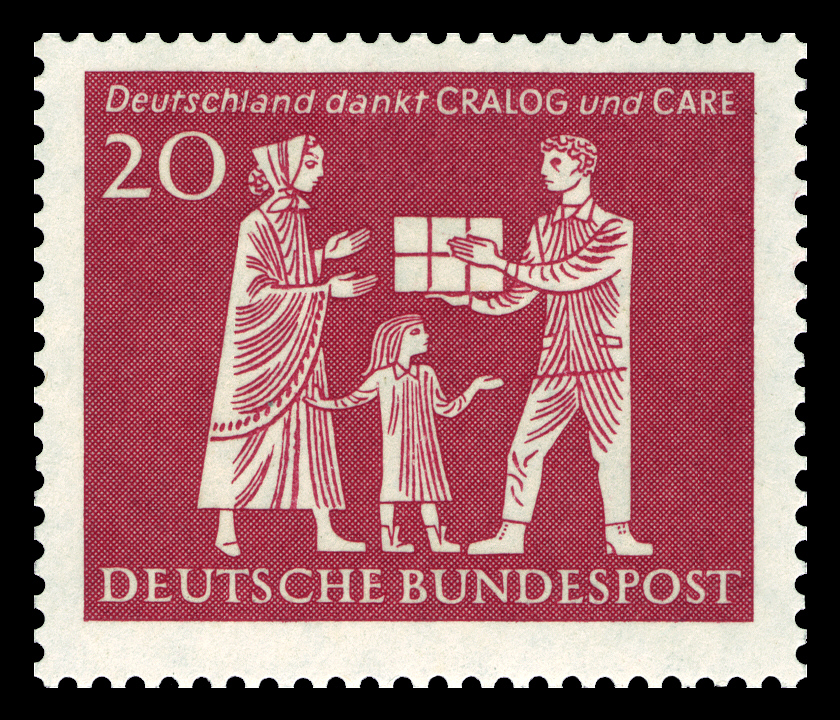
Briefmarke der Deutschen Bundespost (1963): „Deutschland dankt CRALOG und CARE“

Ebeling ist überzeugt davon, dass in Zukunft noch mehr getan werden kann und muss, um Deutschland Kraft zu geben. Er setzt auf einen Wandel in der amerikanischen Politik gegenüber Deutschland und hofft, dass dadurch mehr Amerikaner bereit sein werden, dem ehemaligen Feind zu helfen. „Auch das ist ein Nebenprodukt der CRALOG-Arbeit, dass wir dazu beigetragen haben, den Hass abzubauen und moralische Werte wieder herzustellen, auf die die Amerikaner zu Recht stolz sind.“

## Gedenken
Am 9. Februar 1963 erschien in einer Auflage von 30.000.000 Exemplaren eine Briefmarke der Deutschen Bundespost im Wert von 0,20 DM. Als Motiv zeigt die Briefmarke zwei Erwachsene, die sich über ein Kind hinweg ein Geschenkpaket reichen. Der Text dazu lautet: Deutschland dankt CRALOG und CARE.